# اریک وردونک
اریک فرانسیسس ماریا وردونک (انگلیسی: Eric Franciscus Maria Verdonk; زاده ۲۸ مهٔ ۱۹۵۹ – درگذشته ۳ آوریل ۲۰۲۰ (۶۰ ساله) قایقران روئینگ حرفه‌ای اهل کشور نیوزیلند بود.
وی در مسابقات کشوری و بین‌المللی در مجموع برندهٔ ۳ مدال برنز از جمله برنز بازی‌های المپیک تابستانی ۱۹۸۸ شده است.